# Chorizo de Cantimpalos

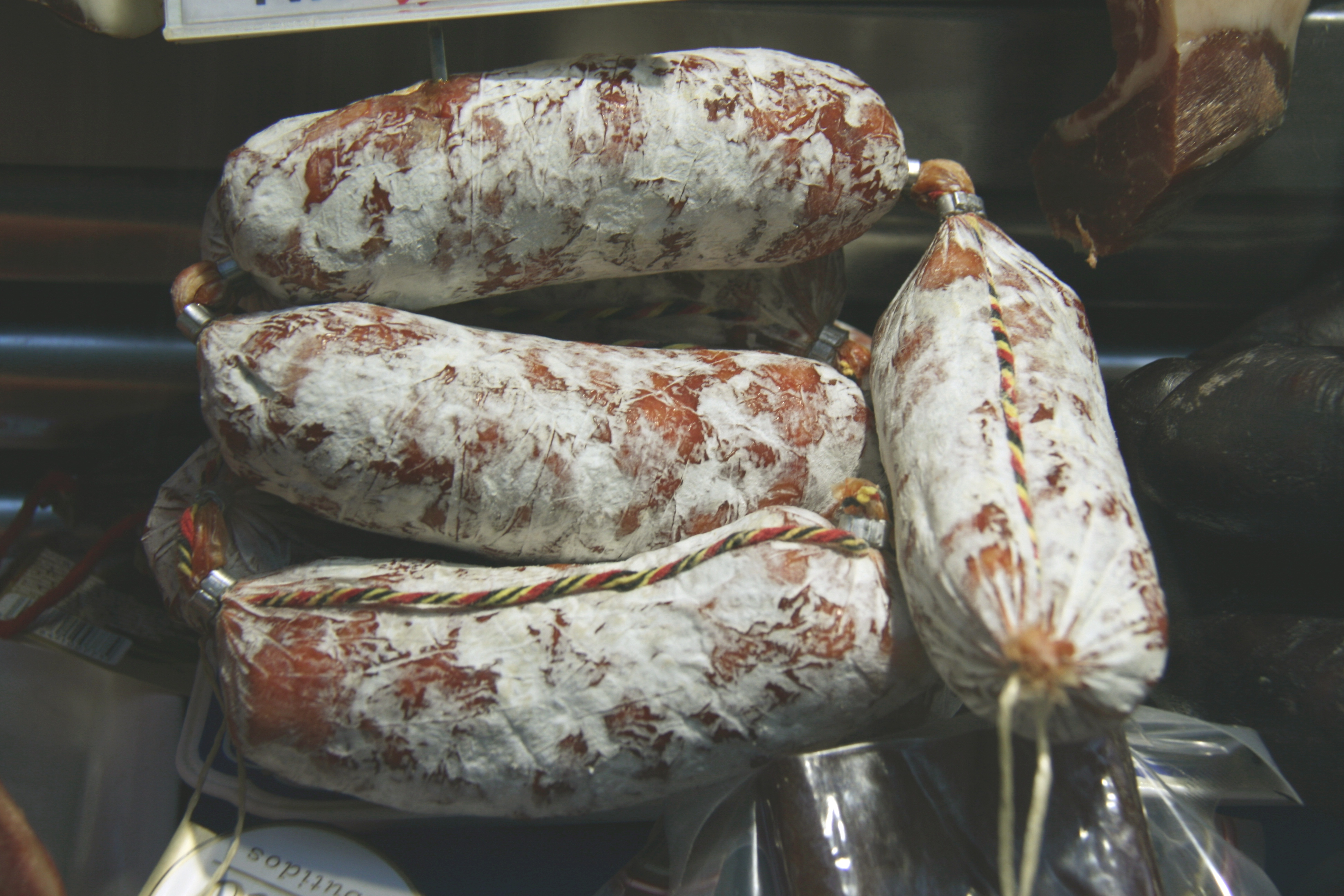
Chorizos de Cantimpalos.

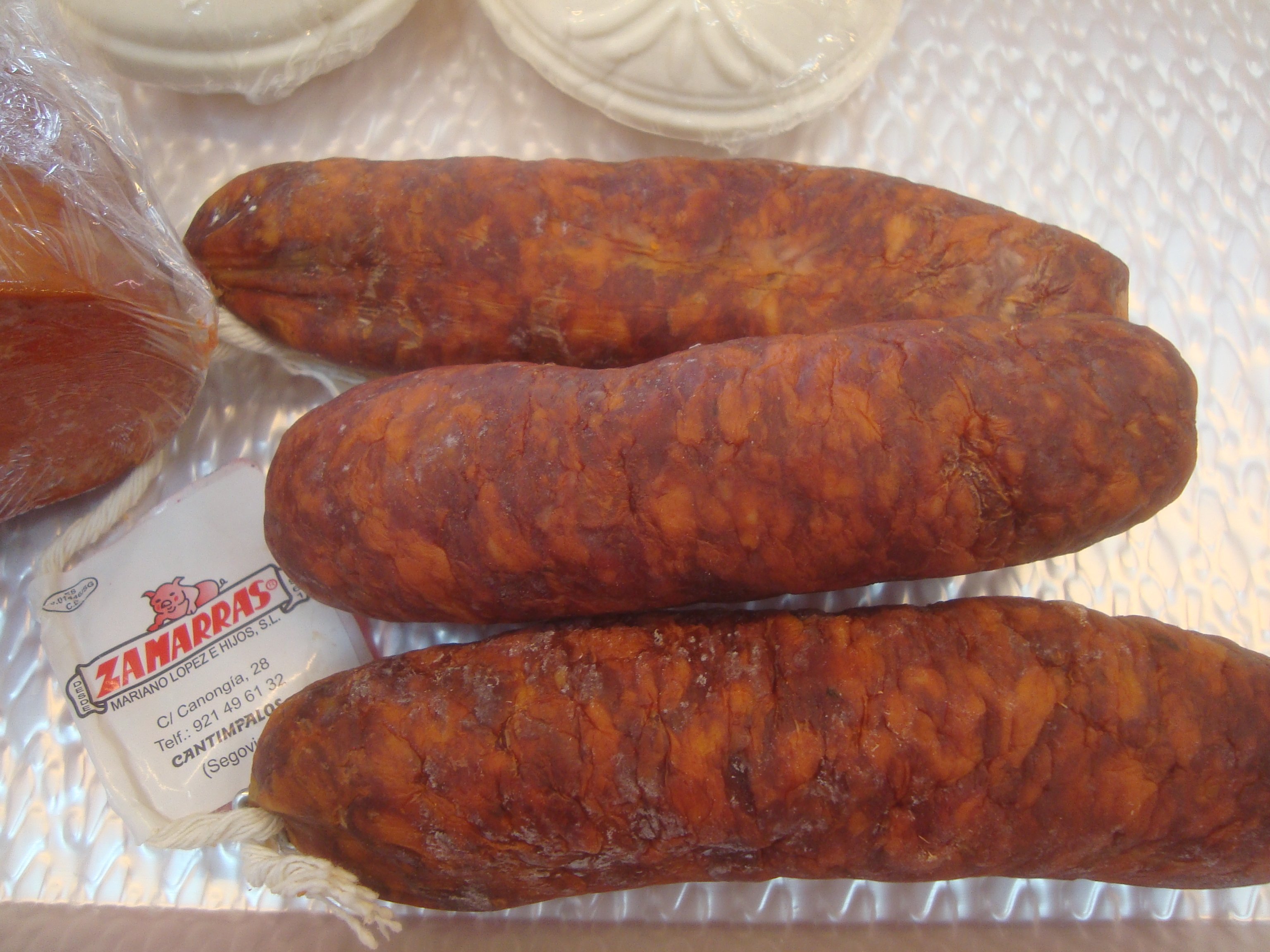
Chorizos de Cantimpalos

El chorizo de Cantimpalos es una variedad de chorizo de cerdo que se comenzó a elaborar en la localidad segoviana de Cantimpalos (España). Hoy en día se elabora en la zona amparada por la Indicación Geográfica Protegida (IGP), ya que forma parte de los alimentos protegidos de Castilla y León, pues cuenta con Indicación Geográfica Protegida desde 2008. Se tienen noticias de este alimento en 1900, y en 1928 ya se exportaba a países como México. Un año más tarde, aparece referenciado en una guía gastronómica de España titulada Inventario y loa de la cocina clásica de España y sus regiones.

## Características
Sus ingredientes básicos son: carne de cerdo (ingrediente esencial que procede de animales alimentados durante al menos los últimos tres meses antes del sacrificio con un 75 % de cereales), pimentón, que al menos debe ser un 50 % pimentón de la Vera (Denominación de Origen), y sal. En su elaboración no se puede añadir tocino, así como tampoco se pueden añadir conservantes. La elaboración del chorizo de Cantimpalos está controlada por el Consejo Regulador, y para permitir su identificación visual está atado con hilo tricolor (blanco, negro y rojo) y lleva una contraetiqueta numerada del Consejo Regulador. 
Existen tres formatos de comercialización del producto: sarta, cuya curación será de al menos 21 días; achorizado, al menos 24 días, y cular, para el que serán necesarios 40 días. En torno a este producto se celebran varios eventos en su localidad, destacando la Feria del Chorizo de Cantimpalos, que se celebra el último fin de semana de abril y es utilizada como medio de difusión y promoción del mismo desde 1999, y un concurso de recetas en las que debe figurar este chorizo entre sus ingredientes.

## Cultura popular
El premio nobel español Camilo José Cela hace referencia a este embutido en su libro Judíos, moros y cristianos (1956).